# Fédération canadienne des femmes diplômées des universités
La Fédération canadienne des femmes diplômées des universités ou Canadian Federation of University Women est une organisation fondée en 1919 afin d'améliorer la condition des femmes universitaires.

## Historique
La FCFDU est née de la lutte des femmes du XIXe et du début du XXe siècle pour être admises dans les universités canadiennes. L'association est fondée à Winnipeg, les 26 et 27 août 1919.

## Organisation institutionnelle
La FCFDU est affiliée à la fédération Graduate Women International qui détient un statut consultatif spécial auprès du Conseil économique et social des Nations unies, ainsi qu'une représentation au Comité sectoriel de l'éducation du sous-comité canadien pour l'UNESCO. La FCFDU envoie régulièrement une délégation à la Commission de la condition des femmes des Nations unies.
Le CFUW/FCFDU Charitable Trust attribue des bourses d'études supérieures,, et finance le Creative Music Award.
Les archives de la Fédération canadienne des femmes diplômées des universités sont déposées à la Bibliothèque et Archives Canada sous la cote R2770.

## Personnalités de l'association
- Margaret Stovel McWilliams, première présidente (1919-1923)[7].